# Ratusz w Radomsku
Ratusz w Radomsku – budynek został wzniesiony w 1859 w stylu eklektycznym z dwiema wieżami w narożnikach. Był on drugim radomszczańskim ratuszem. Pierwszy z nich – mieszczący się w centrum rynku – popadł w ruinę, przez co postanowiono go rozebrać. Nową lokalizacją stał się róg ulicy Narutowicza (daw. Piotrkowskiej). W latach następnych nastąpiły pewne zmiany, tj. dodanie nowych pomieszczeń czy ozdobnego balkonu. W dwudziestoleciu międzywojennym został przebudowany i rozbudowany. Od zakończenia prac w 1924 roku budynek nie zmienił się znacznie. Obecnie jest siedzibą Muzeum Regionalnego (od 1970 r.), który stał się w 1975 r. jego głównym gospodarzem. W 2002 r. zmieniono kolorystykę szarego ratusza na bardziej żywą, dodano również oświetlenie.

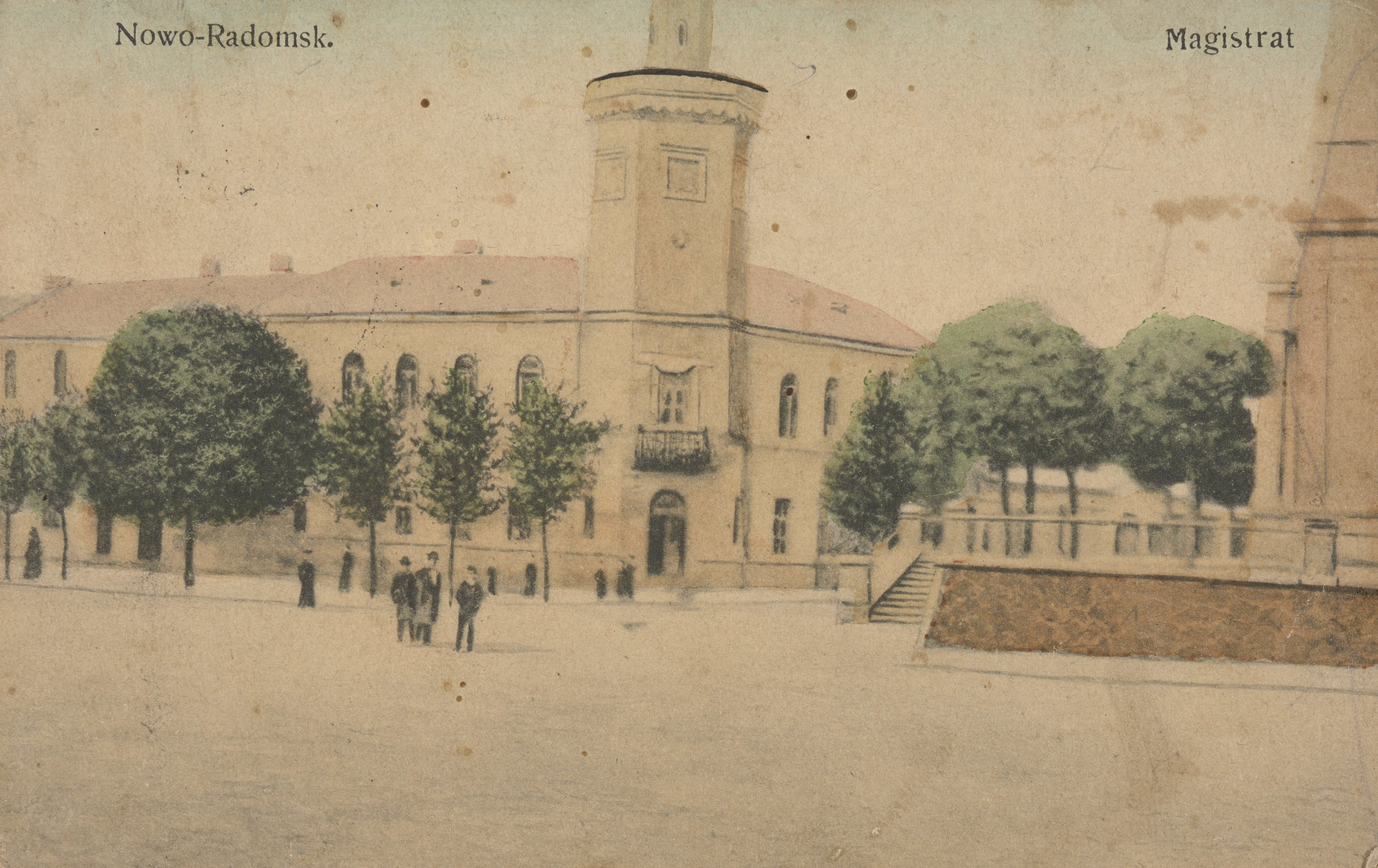
Ratusz około 1913
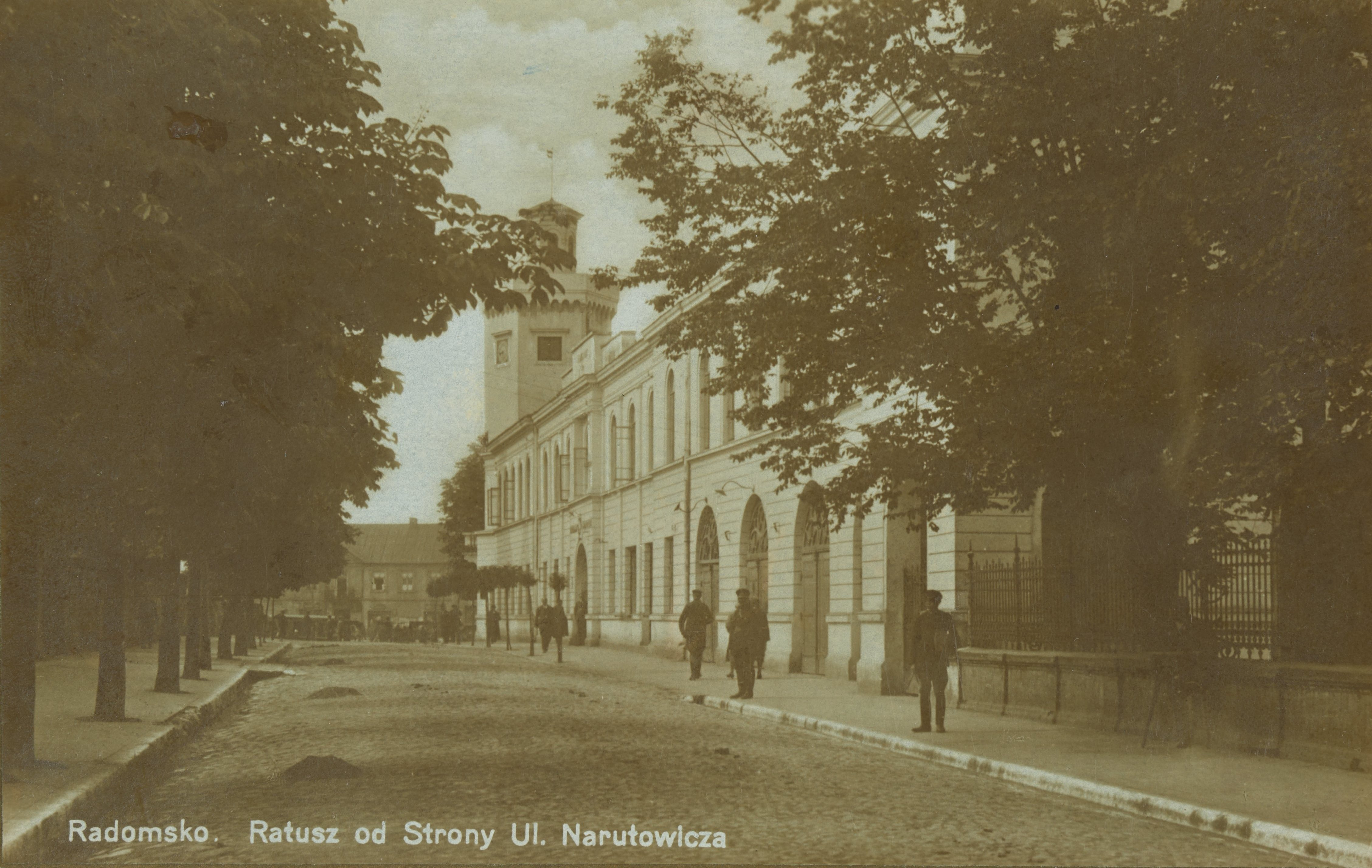
Ratusz od strony ul. Narutowicza (1931)